# هنري إف. ماسون
هنري إف. ماسون هو قاضي ومحامي وسياسي أمريكي، ولد في 17 فبراير 1860، وتوفي في 4 مايو 1927. نشط حزبياً في الحزب الجمهوري. وقد انتخب عضو مجلس نواب كنساس ‏.